# Cornelis van Dalem
Ne pas confondre avec Cornelis van Dalen I et Cornelis van Dalen II, graveurs néerlandais du XVIIe siècle.
 (novembre 2012).

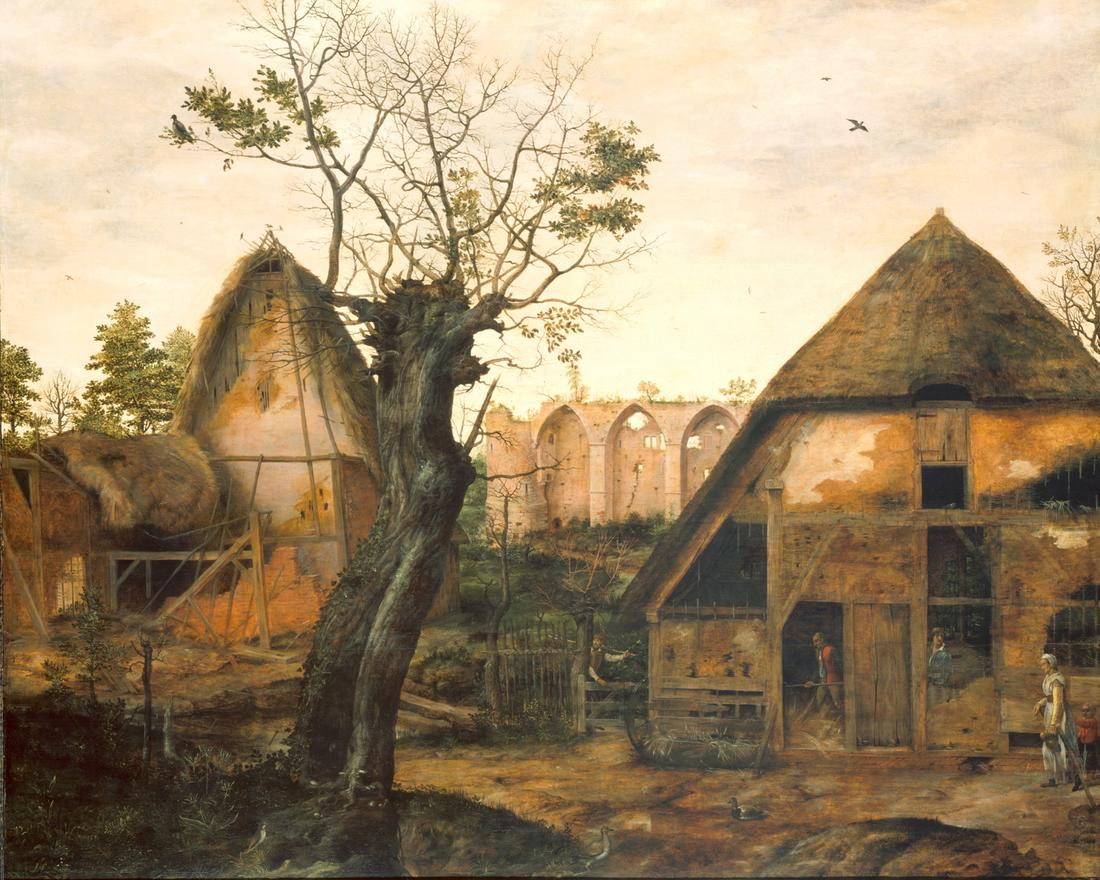
Paysage avec une Métairie, 1564, Munich, Alte Pinakothek.

Cornelis van Dalem, né probablement à Anvers entre 1530 et 1535 et mort à Bréda en 1573 ou 1576 est un peintre paysagiste flamand. Van Dalem introduisait dans la peinture de paysage de nouveaux thèmes, qu'il tirait de son éducation humaniste, et cherchait de nouvelles façons de représenter ses thèmes.

## Biographie
Les détails concernant sa vie sont rares. Cornelis van Dalem est probablement né à Anvers. Son père était un noble originaire de Tholen qui avait déménagé à Anvers où il était un marchand de tissus. En 1545, Cornelis van Dalem devient l'apprenti de Jan Adriaensen et en 1556 il est admis comme maître de la guilde d'Anvers. Il épouse la même année Beatrijs van Liedekercke, issue d'une famille connue d'Anvers.
Il semble qu'il n'apprend le métier qu'à titre de passe-temps et ne peignait que lorsqu'il en éprouvait l'envie, ce qui pourrait expliquer le nombre restreint de ses œuvres, précieuses par le style maniériste et les couleurs, qui font de ce paysagiste flamand du XVIe siècle l'un des plus importants au côté de Pieter Brueghel l'Ancien.
Il semble aussi qu'il confie l'exécution des figures de ses paysages à d'autres peintres, parmi lesquels Jan Van Wechelen.
De 1560 à 1564, Bartholomeus Spranger, dont les premières œuvres montrent de grandes similitudes avec celles de son maître, figure parmi ses élèves. C’est de lui que Karel van Mander tient ses informations sur van Dalem pour le début des années 1560, de sorte que ces données peuvent être considérées comme fiables.
En 1565, il est contraint de quitter Anvers pour des motifs religieux : lié à la secte des anabaptistes, alors interdite, il suit ceux-ci à Bavel près de Bréda dans les provinces du Nord. C'est là, qu’accusé d’hérésie, il est emprisonné en 1571 puis libéré peu après sur l'intervention de son épouse.

## Œuvre

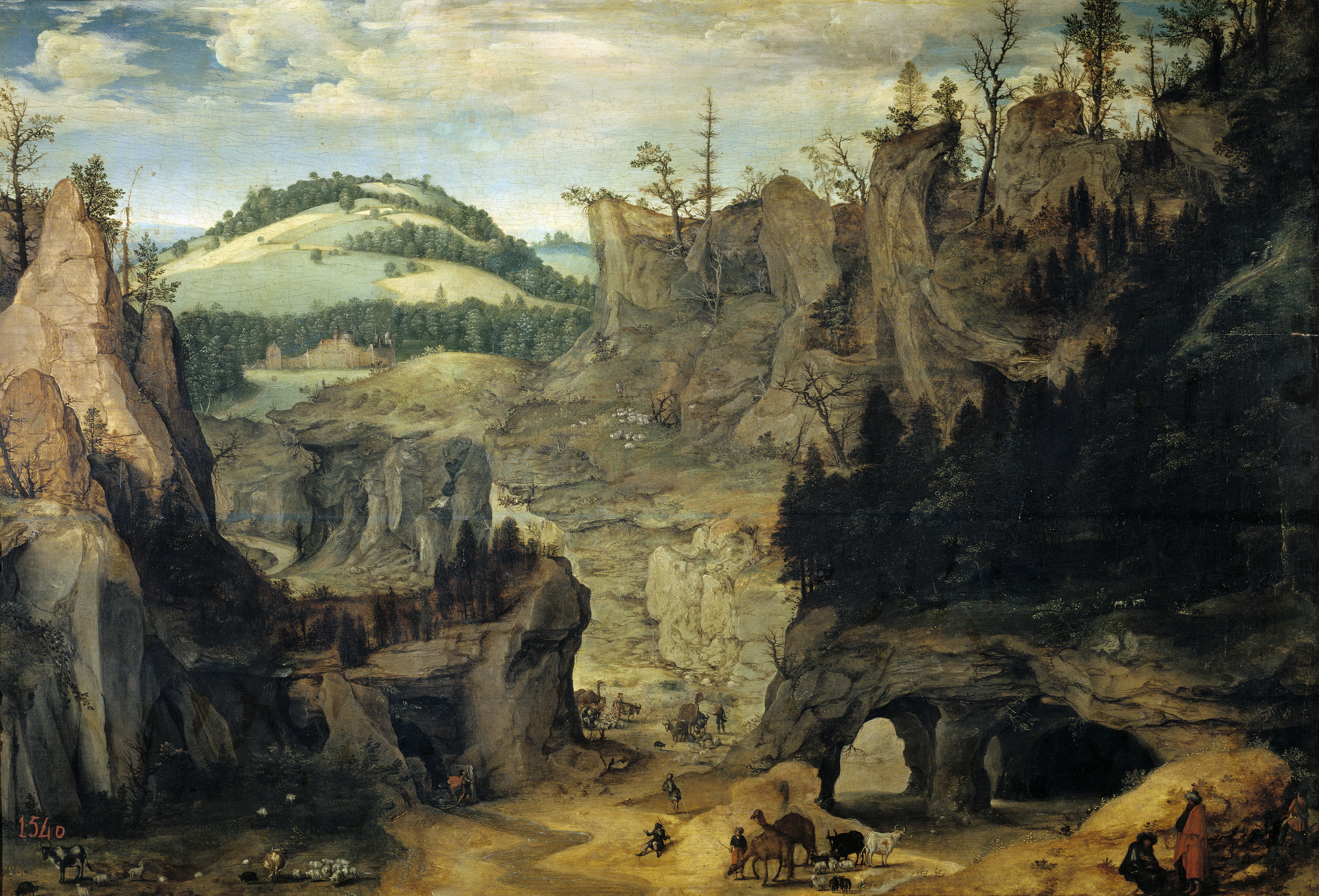
Paysage avec des pasteurs, Madrid, Prado.

- Paysage avec une métairie (1564, sur panneau de chêne de 103 × 127,5 cm)Exposé à la Alte Pinakothek de Munich, ce tableau fut acquis en 1954 de la collection Hugo Bruckmann à Munich. Il représente un paysage de ruines aux couleurs mates et à la lumière douce, vestiges d'un château autrefois fortifié. La métairie, les fortifications et même la végétation. Peu d'hommes, quelques anormaux vivent en cet endroit déshérité ou les arbres épars ont du mal à laisser pousser leur feuillage. La rigueur et l'exactitude de la représentation rendent l'atmosphère encore plus opprimante. Le but de cette peinture est d'exprimer une ambiance et non de relater un événement ou de présenter des allégories moralisantes.
Ce tableau est désigné comme le premier paysage d'atmosphère dans l'histoire de la peinture[4].
- Paysage rocheux avec figures bibliques.
- Cour de ferme avec mendiant (1560-1570 bois, 38 × 52 cm), Louvre, aile Richelieu
Subtile petite scène surcadrée avec la ligne d’ombre, la ligne du toit et les piliers verticaux. Ceux qui mangent sont dans l'ombre, celui qui a faim est dans la lumière, mais les choses sont éphémères, le toit troué préfigure peut-être la ruine à venir.
- Paysage avec des pasteurs (1550-60, 47 × 68 cm), Musée du Prado, Madrid.
- Paysage avec la création du monde[5] (circa 1565 , 88 × 165 cm), Musée Boijmans Van Beuningen, Rotterdam, Provenance : Don du Dr. D.P.R.A. Bouvy, Bussum.
- Paysage avec Adam et Ève [6] (v. 1560-1570, 51.5 × 69,5 cm), Musée Boijmans Van Beuningen, Rotterdam, provenance : marchand d’art C. Benedict, Paris, 1937.
- Paysage avec famille nomade (deux fragments), Staatliche Kunsthalle Karlsruhe, 1570, figures de Jan van Wechlen.
- La Tentation de saint Antoine (dessin au trait), Städel, Francfort.
- Paysage avec fuite en Égypte, Staatliche Museen, Berlin (perte de guerre, 1945), daté de 1565, figures de Jan van Wechlen.
- Adam et Eve pleurant Abel (copie probable d’après une peinture perdue de van Dalem), Musée Boijmans Van Beuningen, Rotterdam.